# ببغاء بينوس معتم
ببغاء بينوس معتم (الاسم العلمي: Pionus fuscus) (بالإنجليزية: Dusky parrot)‏ ، هو نوع ينتمي إلى بستاكيداي (فصيلة: Psittacidae) .